# Time Crisis
Time Crisis es un Videojuego de disparos disponible al principio en salas con máquinas recreativas y posteriormente para la consola PlayStation y teléfonos móviles. Debutó en 1997 y en los años siguientes han ido apareciendo en máquinas recreativas tres secuelas (dos de ellas convertidas a PlayStation 2 y una en PlayStation 3) y tres spin-off (uno exclusivo para PSOne, otro en PlayStation 2 y el último en PlayStation 3).

## Jugablilidad
Time Crisis es un Videojuego de disparos tridimensional en primera persona desde un ferrocarril similar a Virtua Cop y The House of The Dead en el cual el jugador sostiene una pistola de luz y dispara a enemigos que ve sobre la pantalla. Rasgos únicos son descritos aquí:
- Un pedal de pie que realiza múltiples funciones: cuando el pedal es liberado, el jugador toma la cubierta para conservar puntos de ataque mientras el recarga el arma. Mientras el pedal es liberado, el jugador no puede atacar. En la versión para PlayStation, un botón agregado al arma, reproduce las funciones del pedal de pie.

- Un arma de luz (introducida en Point Blank) que utilizó un chip especial de memoria para sincronizar áreas de la pantalla para que el jugador pueda rotar el arma alrededor. El arma de luz también destaca una función de blowback que simula el recargado del arma como en la vida real.

- Un temporizador de cuenta regresiva, recargado al limpiar un área de enemigos, ya que cuando el tiempo del reloj, el cual corre de manera descendiente, llega a su fin, el juego termina, es por eso que,  el jugador debe tomar riesgos, disparando a los enemigos y ocultándose cuando sea necesario. Al terminar un área, una ampliación de tiempo es obtenida en recompensa.

El juego fue posteriormente trasladado a la PlayStation, con el control Guncon. Axial como en el modo arcade, esto resultó en una múltiple rama diseñada exclusivamente para la PlayStation. Si bien la versión de arcade permite al jugador continuar el juego donde lo dejó, la versión a PlayStation requiere que el jugador empiece todo el juego nuevamente.

## Historia
El principal argumento del original Time Crisis (el de arcade) supone un golpe de Estado intentado en la ficticia república de Sercia. Para un milenio, la familia Garo gobernó Sercia con un puño de hierro. En 1995, la Agencia de inteligencia VSSE Internacional envió a Guillermo MacPherson, quien satisfactoriamente derribó el régimen Garo y se hizo el primer presidente democráticamente elegido. El miembro pasado restante de la familia Garo, Sherudo Garo, busca por recobrar el trono de las manos del Presidente MacPherson. Él envía a un mercenario llamado el Perro Salvaje (Wild Dog) y secuestra a la hija presidencial, Rachel. Garo exige militares secretos a cambio de la vuelta sana y salva de Rachel o él la matará a la puesta del sol. VSSE envía su mejor agente, Richard Miller (apodado el ejército de un solo hombre) para invadir el castillo de Garo y rescatar a Rachel.
Miller persigue a Will Dog, y esto finalmente se termina sobre un puente justo fuera del castillo. Will Dog comienza a hacer detonar el castillo y planea volar sobre un helicóptero. Miller le pega un tiro, causando que Will Dog deje caer su detonador. Miller y Rachel ven como Will Dog es sumergido en la explosión del castillo.

### Trato Kantaris
El trato de Kantaris es una historia de lado exclusiva a la versión de PlayStation. Miller ha recibido órdenes de infiltrarse en un misterioso hotel llamado "Chateau Du Luc", cual es operado por Kantaris, líder de una red de contrabando del mismo nombre. El VSSE ha recibido una respuesta positiva de verificación que Kantaris a suministrado armas a los Wild Dogs, y esto es la misión de Miller de disolver esta organización. Exactamente como esto pasa va diferente según el comportamiento del jugador en esta historia.

## Juego para teléfono móvil
En 2006, Namco lanzó una versión para móvil del juego, que ofrece el empleo innovador del teclado numérico del teléfono móvil y pegar un tiro en la acción sin el pedal de pie y GunCon
La trama habla de Richard Miller, un agente con una misión, liberar rehenes en partes llenas de terroristas.
En 2009 Namco Networks saca Time crisis Elite; los controles son iguales al primero solo que la trama cambia.
- Sitio oficial con una lista de teléfonos compatibles (en inglés)
- Revisión del juego en IGN (en inglés)

## Secuelas
- Time Crisis II
  - Arcade: 1998
  - PlayStation 2: 2001
- Time Crisis 3
  - Arcade: 2002
  - PlayStation 2: 2003
- Time Crisis 4
  - Arcade: 2006
  - PlayStation 3: 2008
- Time Crisis 5
  - Arcade: 2015
  - PlayStation 4: 2015

## Spin-off
- Time Crisis: Project Titan
  - PSOne: 2001
- Crisis Zone
  - Arcade: 1999
  - PlayStation 2: 2004
- Razing Storm
  - Arcade: 2009
  - PlayStation 3: 2010

## Recepción
Un miembro de Next Generation elogió el juego como superior incluso al directo competidor de Sega Virtua Cop 2, debido principalmente a la maniobra del botón único. Comentó que "al crear esta innovadora técnica de maniobra, además de un recorrido predeterminado y basado en el tiempo o Ataque, proporcionando un modo Historia, y desafiantes jefes de nivel final, Time Crisis empuja el género de la pistola ligera a un territorio completamente nuevo, y desarrolla una forma completamente nueva de mirar y jugar al clásico juego de armas ligeras".
La versión de PlayStation recibió críticas "favorables" según el sitio web de críticas y reseñas GameRankings.